# 모랑
모랑(毛郞, 생몰년 미상, 풍월주 548년 - 555년)은 《화랑세기》에만 등장하는 신라의 화랑으로 제3대 풍월주를 역임하였다고 한다. 법흥왕과 그 후궁인 보과공주(寶果公主) 부여씨의 아들이다.

## 생애
학계에서 위서 논란이 있는 《화랑세기》에 따르면, 모랑은 법흥왕과 보과공주의 아들이며, 남모의 동생이다. 미진부가 풍월주가 되자 모랑이 부제가 되었는데, 548년에 미진부가 풍월주에서 물러나자 지소태후의 명으로 뒤를 이어 풍월주가 되었다. 모랑은 위화랑의 딸이자 이화랑의 누이인 준화낭주(俊華)를 부인으로 맞았으며, 딸 준모를 얻었다. 555년에 비사벌(比斯伐)을 여행하던 도중 병을 얻어 요절하였다.

## 가족 관계

### 선대
- 조부 : 신라 제 22대 국왕 지증왕
- 조모 : 연제태후 박씨
  - 아버지 : 신라 제 23대 국왕 법흥왕
- 외조부 : 백제 제 24대 국왕 동성왕
- 외조모 : 신라 이찬비지의 딸
  - 어머니 : 보과공주 부여씨(宝果公主 扶餘氏)
    - 누이 : 남모공주

### 부인과 후손
- 부인 : 준화낭주 김씨(俊華娘主 金氏)
  - 장녀 : 준모(俊毛)
  - 사위 : 미생(美生)

| 전임 미진부 | 제3대 풍월주 548년 - 555년 | 후임 이화랑 |